# Метафизика (Аристотел)
Вижте пояснителната страница за други значения на Метафизика.
„Метафизика“ е основно съчинение на древногръцкия философ Аристотел от IV век пр. Хр., компилирано след смъртта му и наречено τα μετά τα φυσικά (гр. „онези неща след природата“). Името на произведението дава и наименованието на един от основните дялове на философията – метафизиката.

## Възникване на заглавието
Изследователите предполагат, че някои от учениците на Аристотел са събрали няколко различни негови по-малки произведения. Вероятно става дума за перипатетикът Андроник от Родос в I век пр. Хр. Днес се приема, че заглавието просто изразява последователността на „изданието“ на съчиненията, т.е. става дума за онези книги, които идват след книга „Физика“. Самият Аристотел нарича предмета на науката си „първата философия“ (πρῶτη φιλοσοφία).

## Кратко съдържание
Книга I съдържа преглед на предходните философски учения, включително това на учителя на Аристотел – Платон. Тук са дадени и четирите причини на биващото (causa materialis, formalis, efficiens und finalis).
В книги VI до Х Аристотел обосновава т.нар. „първа философия“, която собствено е „наука за биващото, като биващо“. Тук Аристотел въвежда твърде важните за историята на философията понятия за възможност и действителност.
В книги VII до IX е разгърнато учението за субстанцията, опряно върху идеята за хилеморфизма – нещата се състоят от два „компонента“: материя – ὕλη (hylê), и форма – μορφή (morphê) или εἶδος (eidos).
В книги X до XIV са разгледани проблемите за единството (Х), за мъдростта, началата и категориите (ХI) като кн. ХII специално се спира на същността (οὐσία) и нейната действителност или възможност. Последните две книги XIII-XIV се занимават с разбирането на числата и идеите.

## Влияния
След разпадането на Римската империя Метафизиката отсъства в Западния свят. Превод на сирийски служи за арабските версии, които се появяват през IX в. в Багдад. След Четвъртия кръстоносен поход (1202) в Европа се появяват копия от оригиналния текст, които са преведени на латински език.
Влиянието специално на Аристотеловата „Метафизика“ е особено важно за развитието на Средновековната история от XII век нататък, като най-вече се имат предвид съчиненията на Св. Тома Аквински, който практически изгражда доктрината на Католическата църква и до днес. Аристотел е особено важен и за разбирането на т.нар. „Ренесанс на XII век“. Утвърдената в теологията лексика налага свой отпечатък при преводите на Аристотеловия текст, като в много случаи смисълът е превратно предаван. Възстановяването на първичния замисъл става първостепенна задача за филолозите от XIX век и тя намира продължение в коментарите и преводите на съвременни езици.